# Muzaffarabad
Muzaffarabad é uma cidade do Paquistão localizada na região da Caxemira Livre (Paquistão).